# McFarland (film)
Pour les articles homonymes, voir McFarland.
Pour plus de détails, voir Fiche technique et Distribution.
McFarland (McFarland, USA) est un film américain de 2015 réalisé par Niki Caro.

## Synopsis
Le film est basé sur l'histoire vraie d'une équipe de cross-country de 1987 d'une école principalement latino à McFarland en Californie.
En 1987, Jim White, entraîneur de football, perd son emploi après avoir perdu son sang froid et blessé accidentellement un joueur de l’équipe dans le vestiaire. Lui et sa famille déménagent pour occuper son nouvel emploi à la McFarland High School, à McFarland, en Californie, où prédominent les latinos. Le reste de sa famille a du mal à s’adapter au quartier hispanique et déplore de ne pas pouvoir déménager à Bakersfield.
White est d'abord nommé entraîneur de football assistant, mais il perd finalement son statut d'entraîneur de football lorsqu'il fait sortir un joueur, craignant qu'il ne soit gravement blessé sur le terrain.
Découvrant que certains de ses élèves sont de bons coureurs, il demande au directeur de l’école d’autoriser le cross-country en tant que sport et organise une équipe exclusivement masculine. Ses sept membres ont peu d'espoir pour leur avenir, en particulier Tomas Vallez, en raison des difficultés avec son père. Son engagement envers l'équipe créée des difficultés avec sa famille, notamment en oubliant de chercher le gâteau de l'anniversaire de sa fille Julie.
Après quelques compétitions régionales, l’équipe remporte sa première course. Peu de temps après, les frères Diaz sont retirés de l'équipe par leur père, qui souhaite qu'ils travaillent pour son équipe d'ouvriers agricoles. En retour, White va les trouver. Il les convainc de venir à des compétitions et des courses tôt le matin et tard dans la journée. Les frères s'adressent désormais à lui en l'appelant "entraîneur". L'épouse de White, Cheryl, organise une vente de tamales et de stations de lavage avec le reste du quartier afin de collecter des fonds pour de nouveaux uniformes. La famille et les habitants se connaissent mieux.
Finalement, l’équipe McFarland prend part à la compétition et remporte sa première course dans l’État. White les emmène à la plage pour fêter ça. White fait aussi amende honorable avec Julie en lui lançant une quinceañera avec l'aide des voisins, bien que cela ne se passe pas bien lorsque Julie est emmenée "au défilé" et que le groupe est attaqué par des punks des rues.
Jim se voit proposer un poste à temps plein à Palo Alto, ce qui a déplu à Tomas qui voulait se suicider. Cheryl l'implore de continuer à être là pour l'équipe McFarland et leurs amis du quartier. Le jour des championnats d'État vient et, grâce à l'entraînement rigoureux et aux encouragements de White, McFarland arrive en tête. Tandis que White refuse également l'offre de Palo Alto en faveur de McFarland.
Sous la direction de White, l'équipe remporte un succès remarquable en remportant neuf titres d'État au fil des ans. Tous les membres de la première équipe deviennent les premiers membres de leur famille à aller à l'université ou à suivre une carrière militaire. Presque tous les membres continuent d'assister aux entraînements organisés par Jim White auprès d'équipes scolaires successives, même après avoir terminé leurs études. White continue d'enseigner et d'entraîner à McFarland.

## Fiche technique
- Titre original : McFarland, USA
- Réalisation : Niki Caro
- Scénario : Christopher Cleveland, Bettina Gilois et Grant Thompson
- Directeur de la photographie : Adam Arkapaw
- Photographie additionnelle : Terry Stacey
- Montage : David Coulson
- Musique : Antonio Pinto
- Costumes : Sophie de Rakoff
- Décors : Richard Hoover
- Production : Mark Ciardi et Gordon Gray
- Genre : Film biographique, Drame
- Pays de production :  États-Unis
- Durée : 129 minutes (2 h 9)
- Date de sortie :
  - États-Unis, Canada : 20 février 2015
  - Belgique, Suisse : 25 février 2015
  - France : 2 juin 2015 (sortie directement en vidéo)

## Distribution
Le film, n'étant pas sorti en salles en France, ne bénéficie que d'un doublage belge.
- Kevin Costner (VFB : Franck Dacquin) : Jim White
- Ramiro Rodriguez (VFB : Alexandre Crépet) : Danny Diaz
- Carlos Pratts : Thomas Valles
- Johnny Ortiz (VFB : Gauthier de Fauconval) : Jose Cardenas
- Rafael Martinez (VFB : Alessandro Bevilacqua) : David Diaz
- Hector Duran (VFB : Sébastien Hébrant) : Johnny Sameniego
- Sergio Avelar : Victor Puentes
- Michael Aguero (VFB : Philippe Allard) : Damacio Diaz
- Diana Maria Riva (VFB : Nathalie Hons) : Señora Diaz
- Omar Leyva (VFB : Laurent Vernin) : Señor Diaz
- Valente Rodriguez (en) (VFB : Patrick Donnay) : le principal Camillo
- Danny Mora : Sammy Rosaldo
- Maria Bello (VFB : Colette Sodoyez) : Cheryl White
- Morgan Saylor (VFB : Laetitia Liénart) : Julie White
- Elsie Fisher (VFB : Alayin Dubois) : Jamie White
- Rigo Sanchez (VFB : Michelangelo Marchese): Javi
- Chad Mountain (VFB : Mathieu Moreau) : le coach Clovis
- Josh Clark (VFB : Erwin Grünspan) : le coach Jameson
- Chris Ellis Jr. (VFB : Michel Hinderyckx) : le coach Jenks
- Adriana Diaz Chapa (VFB : Laura Masci) : Laura
- Ashley Bravo (VFB : Hélène Van Dyck) : Lola Valles
- Martha Higareda (VFB : Marcha Van Boven) : Lupe

## Sortie vidéo
Le 2 juin 2015, Walt Disney Studios Home Entertainment sort le film en DVD et Blu-ray .

## Accueil
Sur le site web Rotten Tomatoes, le film recueille 80 % de critiques positives, avec une note moyenne de 6,7⁄10 d'après 120 critiques.